# Tachydromia luteicornis
Tachydromia luteicornis är en tvåvingeart som först beskrevs av Joseph Waltl 1837.  Tachydromia luteicornis ingår i släktet Tachydromia och familjen puckeldansflugor.
Artens utbredningsområde är Tyskland. Inga underarter finns listade i Catalogue of Life.